# Katsuyoshi Shinto
Katsuyoshi Shinto (信藤 健仁 Shinto Katsuyoshi?,  nacido el 15 de septiembre de 1960 en Hiroshima) es un exfutbolista japonés que se desempeñaba como defensa.
Shinto jugó 15 veces para la Selección de fútbol de Japón entre 1987 y 1990. Shinto fue elegido para integrar la selección nacional de Japón para los Juegos Asiáticos de 1990.

## Trayectoria

### Clubes
| Club               | País  | Año         |
| ------------------ | ----- | ----------- |
| Mazda              | Japón | 1983 - 1990 |
| Urawa Red Diamonds | Japón | 1990 - 1992 |
| Bellmare Hiratsuka | Japón | 1993 - 1995 |

### Selección nacional
| Selección | País  | Año         |
| --------- | ----- | ----------- |
| Absoluta  | Japón | 1987 - 1990 |

## Estadística de equipo nacional
| Selección de Japón | Selección de Japón | Selección de Japón |
| Año                | Part.              | Goles              |
| ------------------ | ------------------ | ------------------ |
| 1987               | 2                  | 0                  |
| 1988               | 3                  | 0                  |
| 1989               | 8                  | 1                  |
| 1990               | 2                  | 0                  |
| Total              | 15                 | 1                  |

## Palmarés

### Títulos nacionales
| Título             | Club               | País  | Año  |
| ------------------ | ------------------ | ----- | ---- |
| Copa del Emperador | Bellmare Hiratsuka | Japón | 1994 |